# 田中勝 (俳優)
田中 勝（たなか まさる、1940年7月3日 - ）は、日本の男性俳優、声優。かつては劇団文化座に所属。

## 出演作品

### テレビドラマ
- 竜馬がゆく（1968年） - 蒸気方
- 樅ノ木は残った（1970年） - 百姓
- 鬼平犯科帳 第1シリーズ 第45話「夜鷹殺し」（1970年、NET / 東宝）‐ 宗太郎
- 国盗り物語（1973年） - 宮部の足軽
- 遠山の金さん捕物帳 第153話「貧乏を食う男」（1973年）

### テレビアニメ
1976年
- タイムボカン（ポチ、岩根、魚）

1977年
- 家なき子
- 一発貫太くん（主審）
- ヤッターマン（ヤッタードジラ〈2代目〉、ドッチラケメカ、男、兵隊 他）

1979年
- ゼンダマン（ゼンダビーバー[1]、ゼンダワン[1]、ドッチデモイイゾー、保安官 他）

1980年
- タイムパトロール隊オタスケマン（ソーダチョウ、ドージョ 他）

1981年
- 宇宙戦艦ヤマトIII（ハーキンス）

1982年
- 手塚治虫のドン・ドラキュラ（ドリアングレイ、狩人B）

### ゲーム
2004年
- スロッターUPコア3 愉打!ドロンジョにおまかせ（ドッチラケメカ）